# Orofarynx

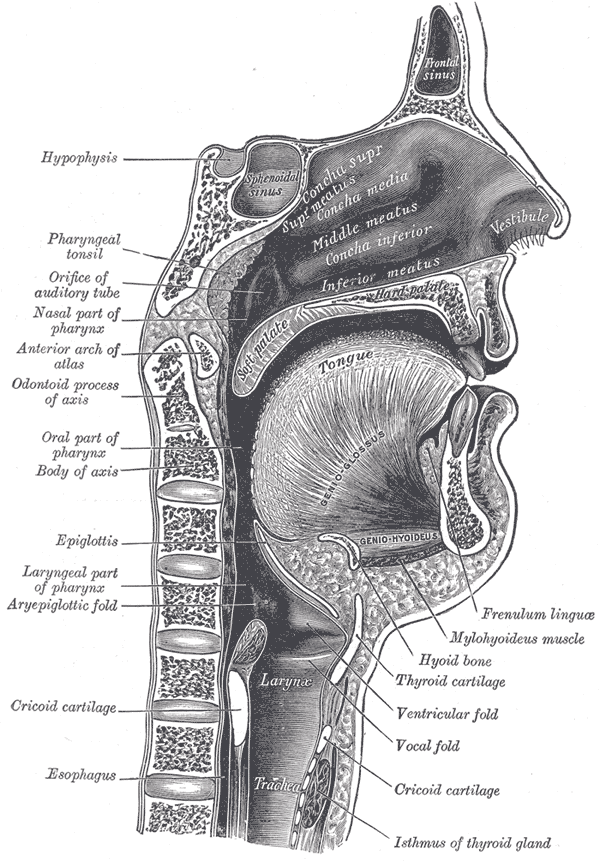
De orofarynx als onderdeel van de farynx.

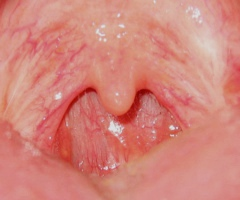
Zicht op de orofarynx (hier zonder keelamandelen).

De orofarynx is een van de drie delen van de farynx. Het is het middelste gedeelte, dat onder meer een belangrijke rol speelt bij het slikken. Het is tevens het bovenste gedeelte van de keelholte.

## Ligging
De orofarynx begint achter de mondholte, direct voorbij de isthmus faucium.
De orofarynx bevindt zich net onder de nasofarynx. Bij het slikken worden deze twee delen van de farynx steeds even van elkaar gescheiden doordat de huig zich optrekt.
Aan de onderkant gaat de orofarynx over in het laagste gedeelte van de farynx, de hypofarynx.

## Flora

### Fusobacterium
De Fusobacterium werd vroeger niet gezien als pathogeen, maar tegenwoordig wel.

### HACEK-organismen
- Haemophilus
- Actinobacillus actinomycetemcomitans
- Cardiobacterium hominis
- Eikenella corrodens
- Kingella

### Straalzwammen
Straalzwammen kunnen ziekteverwekkend zijn. Ze komen niet vrij voor in de natuur, maar zijn symbiotisch en vormen een belangrijk onderdeel van onder meer de flora in de orofarynx.